# بايرون ماكدونالد
بايرون ماكدونالد هو سباح كندي، (ولد في شيكاغو في الولايات المتحدة 1950  م)

## روابط خارجية
- بايرون ماكدونالد على موقع الاتحاد الدولي للسباحة (الإنجليزية)
- بايرون ماكدونالد على موقع SwimRankings.net (الإنجليزية)
- بايرون ماكدونالد على موقع اللجنة الأولمبية الدولية (الإنجليزية)
- بايرون ماكدونالد على موقع أوليمبيديا (الإنجليزية)
- بايرون ماكدونالد على موقع اللجنة الأولمبية الكندية (الإنجليزية)
- بايرون ماكدونالد على موقع اتحاد ألعاب الكومنولث (مؤرشف) (الإنجليزية)